# Rogat
Rogat, Rogacjusz – imię męskie pochodzenia łacińskiego, od rogatus – "prośba, żądanie". Patronem tego imienia jest św. Rogat, mnich (V wiek).
Rogat imieniny obchodzi 17 sierpnia.